# Verlaine (Belgio)
Verlaine (in vallone Verlinne) è un comune francofono del Belgio di 3 610 abitanti, situato nella Region Vallone nella Provincia di Liegi.